# Curtești
Curtești è un comune della Romania di 4 613 abitanti, ubicato nel distretto di Botoșani, nella regione storica della Moldavia.
Il comune è formato dall'unione di 5 villaggi: Agafton, Băiceni, Curtești, Hudum, Mănăstirea Doamnei.